# Terézia Poliaková
Terézia Poliaková, née le 2 avril 1989 à Brezno, est une biathlète slovaque. Elle a notamment participé aux championnats du monde de biathlon entre 2013 et 2020 ainsi qu'aux Jeux olympiques d'hiver de 2014 et 2018,.

## Biographie
Elle commence sa carrière internationale au cours de la saison 2006-2007 et dans la Coupe du monde en 2012-2013.
Aux Jeux olympiques d'hiver de 2014, elle est 65e de l'individuel et 14e du relais.
En décembre 2014, elle marque ses premiers points en Coupe du monde à Hochfilzen, avec une 27e place sur la poursuite qui restera le meilleur résultat individuel de sa carrière.
Aux Jeux olympiques d'hiver de 2018, elle fait partie du relais slovaque terminant cinquième.
En 2020, elle arrête sa carrière sportive dans le but de fonder une famille.

## Résultats

### Jeux olympiques
| Épreuve          | Individuel | Sprint | Poursuite | Départ en masse | Relais | Relais mixte |
| ---------------- | ---------- | ------ | --------- | --------------- | ------ | ------------ |
| Sotchi 2014      | 65e        | –      | –         | –               | 14e    | –            |
| Pyeongchang 2018 | 87e        | 83e    | –         | –               | 5e     | –            |

### Championnats du monde
| Épreuve          | Individuel | Sprint | Poursuite | Mass start | Relais | Relais mixte | Relais mixte simple              |
| ---------------- | ---------- | ------ | --------- | ---------- | ------ | ------------ | -------------------------------- |
| Nové Město 2013  | 47e        | —      | —         | —          | —      | —            | Épreuve inexistante à cette date |
| Kontiolahti 2015 | 37e        | 56e    | 48e       | —          | 18e    | —            | Épreuve inexistante à cette date |
| Oslo 2016        | —          | 39e    | 58e       | —          | 14e    | —            | Épreuve inexistante à cette date |
| Östersund 2019   | 47e        | 86e    | —         | —          | 6e     | —            | 24e                              |
| Antholz 2020     | 86e        | 82e    | —         | —          | 17e    | 19e          | —                                |

### Coupe du monde
- Meilleur classement général : 76e en 2015.
- Meilleur résultat individuel : 27e.

#### Classements en Coupe du monde
| Saison    | Classement général final | Individuel | Sprint | Poursuite | Mass start |
| 2012-2013 | nc                       | nc         | nc     |           |            |
| 2013-2014 | nc                       | nc         | nc     |           |            |
| 2014-2015 | 76e                      | 64e        | nc     | 61e       |            |
| 2015-2016 | 94e                      | 60e        | 93e    | nc        |            |
| 2016-2017 | nc                       | nc         | nc     |           |            |
| 2017-2018 | nc                       | nc         | nc     |           |            |
| 2018-2019 | nc                       | nc         | nc     |           |            |
| 2019-2020 | nc                       | nc         | nc     |           |            |

### Championnats du monde de biathlon d'été
- Médaille de bronze du relais mixte en 2013.